# CANT 23
Il CANT 23 era un trimotore di linea biplano realizzato dall'azienda italiana Cantieri Aeronautici e Navali Triestini (CANT) alla fine degli anni venti e rimasto allo stadio di prototipo.

## Storia del progetto
Nel 1927 la compagnia aerea Società Italiana Servizi Aerei (SISA), azienda di proprietà dei fratelli Callisto ed Alberto Cosulich così come la CRDA, aveva cominciato ad operare sulla rotta che congiungeva l'italiana Trieste con Budapest, capitale dell'allora Regno d'Ungheria. In previsione di un aumento della richiesta da parte del mercato del trasporto aereo con la possibilità di effettuare nuovi collegamenti verso l'Europa centro-orientale ed in particolare l'apertura di una rotta in grado di collegare l'aeroporto di Trieste-Ronchi dei Legionari o, in alternativa, il nuovo aeroporto delle Noghere, allora in costruzione vicino all'abitato di Zaule, a Vienna per proseguire fino a Budapest.
Si ritenne quindi necessario avviare lo sviluppo di un nuovo velivolo da trasporto terrestre in grado di ospitare 10 passeggeri.
Il progetto, il primo della CRDA-CANT che non fosse un idrovolante, venne curato dall'ingegnere Raffaele Conflenti, che a quel tempo ricopriva l'incarico di progettista capo e direttore dell'ufficio tecnico dell'azienda di Monfalcone, il quale attinse all'esperienza acquisita nella realizzazione dell'idro di linea CANT 22. Il nuovo velivolo, che assunse la designazione progressiva CANT 23, risultava possedere un aspetto convenzionale e presentava un'inedita, per l'azienda, fusoliera realizzata in duralluminio caratterizzata dallo scompartimento passeggeri chiuso ed un abitacolo aperto per il pilota. La velatura e la soluzione della propulsione a tre motori in configurazione traente erano sostanzialmente simili al precedente CANT 22.
La costruzione del velivolo iniziò già nel 1927, ma il suo procedere non fu altrettanto veloce protraendosi fino all'inizio degli anni trenta. Nel 1929 era stata realizzata una cellula destinata alle prove statiche ma il prototipo, numero di serie NC.136, riuscì ad essere immatricolato (I-ABLA) solamente l'11 luglio 1932. Il lungo periodo di sviluppo finì per concludersi in un periodo di fermenti nella situazione politica internazionale ed i movimenti che portarono alla nascita del partito nazista in Germania, fondando le basi della successiva Anschluss, sconsigliarono di avventurarsi nella creazione di una linea considerata oramai a rischio. Benché la concezione del CANT 23 beneficiasse di una soluzione all'avanguardia come la costruzione interamente metallica, il costante sviluppo dell'industria aeronautica determinò il precoce invecchiamento tecnico del modello pregiudicandone definitivamente ogni ulteriore sviluppo. Il programma venne sospeso il 1º maggio 1933 ed il progetto venne quindi abbandonato.

## Tecnica
Il CANT 23 era un velivolo dalla costruzione interamente metallica e dall'aspetto convenzionale, trimotore, biplano con carrello fisso.
La fusoliera, a sezione rettangolare, era realizzata in duralluminio ed era caratterizzata da uno scompartimento passeggeri chiuso dotato di 10 poltroncine singole che si affacciavano su una serie di 5 finestrini rettangolari per ogni lato. La cabina di pilotaggio era invece esterna, collocata sulla parte superiore davanti alle ali in un abitacolo aperto protetto da un parabrezza. Posteriormente terminava in un impennaggio classico monoderiva di grandi dimensioni dotato di piani orizzontali controventati.
La configurazione alare era biplano-sesquiplana con l'ala superiore, di maggiore apertura, collegata all'inferiore, notevolmente più piccola, grazie ad una configurazione a travatura Warren. Entrambe erano realizzate con una struttura di longheroni in profilato e centine in tubo a sezione quadrata rivestita in tela verniciata.
La propulsione era assicurata da tre motori in configurazione traente e mista, un Isotta Fraschini Asso 500 12 cilindri a V raffreddato a liquido in grado di erogare una potenza pari a 510 CV posizionato all'apice anteriore della fusoliera integrato da due Isotta Fraschini Asso 200, a 6 cilindri in linea, da 250 CV appoggiati all'estradosso dell'ala inferiore, tutti racchiusi in gondole o cofanature metalliche ed abbinati ad eliche bipala metalliche a passo fisso.
Il carrello era fisso con doppi bracci fissati alla fusoliera ed all'ala inferiore.